# Dickfüße
Die Einteilung der Lebewesen in Systematiken ist kontinuierlicher Gegenstand der Forschung. So existieren neben- und nacheinander verschiedene systematische Klassifikationen. 
Das hier behandelte Taxon ist durch neue Forschungen obsolet geworden oder ist aus anderen Gründen nicht Teil der in der deutschsprachigen Wikipedia dargestellten Systematik.

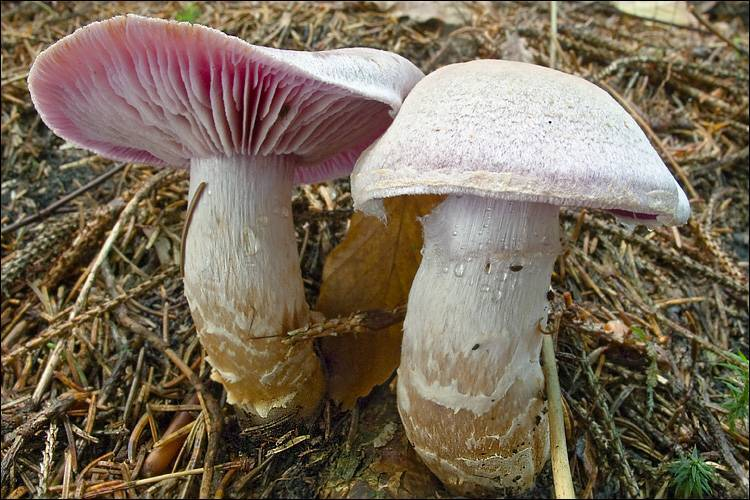
Bocks-Dickfuß (Cortinarius camphoratus)

Die Dickfüße (Sericeocybe) sind Pilze und bildeten früher eine Untergattung der Schleierlinge (Cortinarius). Inzwischen ist die Untergattung durch phylogenetische Untersuchungen obsolet geworden und die enthaltenen Arten werden zu anderen Untergattungen gezählt.

## Beschreibung
Wichtigste Merkmale: Die Huthaut ist niemals schleimig-schmierig, kaum wollig oder filzig. Allenfalls bei Feuchtigkeit ist die Oberfläche leicht schmierig. Oft wirkt die Huthaut seidig bis glimmerig. Verbreitet sind in dieser Pilzgruppe bläuliche Farbtöne.
- Der Hut ist nicht hygrophan, selten etwas verschleimend, aber meist trocken. Die Oberfläche ist seidig bis glimmerig, selten schuppig oder filzig. Die Hutfarbe ändert sich nicht, wenn der Pilz Feuchtigkeit verliert.
- Die Lamellen sind tonfarben, bräunlich bis rostbraun, blau bis violett.
- Der Stiel ist trocken, die Form zylindrisch und am Fußende oft etwas keulig verdickt.
- Das Sporenpulver ist rostbraun.

### Mikroskopische Merkmale
- Die Sporen sind 6,5–9 × 4–6 μm groß, elliptisch geformt. Die Oberfläche ist leicht rau.

## Vorkommen
Als Mykorrhizapilze sind die Dickfüße an Laub- oder Nadelgehölze gebunden und treten somit nur in Wäldern oder am Waldrand auf. Erscheinungszeit ist meist der Herbst.

## Speisewert
Der Genusswert der meisten Dickfüße ist zweifelhaft. Alle Arten sind vermutlich ungenießbar oder leicht giftig.  

## Systematik
Zur weiteren Bestimmung ist die Form und Oberfläche des Stiels bedeutsam. Geruch, Standort, Farbe und Art der Hutoberfläche können weitere Hinweise auf die Art geben. 

## Arten, die zu den Dickfüßen und Seidenköpfen (Sericeocybe) gezählt wurden
Im deutschsprachigen Raum kommen etwa 40 Arten vor, die ehemals dieser Untergattung zugeordnet wurden.
| Dickfüße und Seidenköpfe in Deutschland, Österreich und der Schweiz |                                    |                                       |                                                                                   |
| \| Deutscher Name \| Wissenschaftlicher Name \| Autor \| Synonyme \| \| -------------------------------------------------------------------------------------------------- \| ---------------------------------- \| ------------------------------------- \| --------------------------------------------------------------------------------- \| \| Weißvioletter Dickfuß \| Cortinarius alboviolaceus \| (Pers.: Fr.) Fr. \| \| \| Spitzbasiger Dickfuß \| Cortinarius argutus \| Fr., ss.Ricken \| \| \| Brauner Alpen-Seidenkopf \| Cortinarius alpicolus \| (Bon) Bon \| C. epsomiensis var. alpicola Bon, C. epsomiensis P.D. Orton \| \| Graubräunlicher Seidenkopf, Braunvioletter Dickfuss, Kalkholder Alpen-Seidenkopf (f. calcialpinus) \| Cortinarius anomalus \| (Fr.: Fr.) Fr. \| C. anomalus var. lepidopus \| \| Wildschwein-Gürtelfuß \| Cortinarius aprinus \| Melot \| C. sordescens R.Henry. ss.auct. \| \| Silberner Dickfuß \| Cortinarius argentatus \| (Pers.: Fr.) Fr. \| \| \| Weißer Dickfuß \| Cortinarius argenteopileatus \| Nezdojm. \| C. kauffmanianus Rob. Henry, C. subargentatus P.D. Orton \| \| Blauberandeter Seidenkopf \| Cortinarius azureovelatus \| P.D. Orton \| C. azureovelatus var. subcaligatus \| \| Violettblauer Seidenkopf \| Cortinarius azureus \| Fr. \| C. anomalus var. azureus (Fr.) G.J.Krieglst. \| \| Bocks-Dickfuß \| Cortinarius camphoratus \| Fr. non ss. Ricken \| C. amethystinua (Schaeffer) Quel., C. hircinus Fr., Inoloma hircinum (Fr.) Ricken \| \| Rostbrauner Dickfuß \| Cortinarius caninus \| (Fr.) Fr. \| C. anomalus ssp. caninus (Fr.) Konr.& Maubl. \| \| Rötender Dickfuß \| Cortinarius cyanites \| Fr. \| \| \| Entfärbender Dickfuß \| Cortinarius decoloratus \| (Fr.: Fr.) Fr. \| \| \| \| Cortinarius depauperatus \| (J.E. Lange) Soop \| C. spilomeus var. depauperatus Lge. \| \| Ledergelber Dickfuß \| Cortinarius diabolicus \| Fr. \| \| \| Großer Rettich-Dickfuß, Doppelgeruch-Dickfuß \| Cortinarius diosmus \| Kühner \| \| \| Erhabener Gürtelfuß, Düsterer Gürtelfuß \| Cortinarius ectypus \| Favre \| \| \| Rostfüßiger Dickfuß \| Cortinarius ferrugineipes \| Ricek 1987 \| \| \| Erdbrauner Schleimfuß \| Cortinarius lepidopus \| Cooke \| C. anomalus var. cervisipes; C. anomalus var. lepidopus \| \| Hygrophanähnlicher Dickfuß \| Cortinarius malachioides \| P.D.Orton \| \| \| Hygrophaner Dickfuß \| Cortinarius malachius \| (Fr.: Fr.) Fr. non Orton \| \| \| Mennigroter Wasserkopf \| Cortinarius miltinus \| Fr. \| \| \| Heidelbeer-Schleimfuß \| Cortinarius myrtillinus \| Fr. \| \| \| Ockerblättriger Seidenkopf \| Cortinarius ochrophyllus \| Fr. \| \| \| Unförmiger Dickfuß \| Cortinarius opimus \| Fr. ss. Ricken \| \| \| Violettstieliger Zimt-Gürtelfuß \| Cortinarius pearsonii \| P.D. Orton \| C. malachius ss. Pearson non auct., Nach IF =C. cremeolaniger P.D. Orton \| \| Braunschuppiger Dickfuß \| Cortinarius pholideus \| (Fr.: Fr.) Fr. \| C. lepidomyces \| \| Graublauer Dickfuß, Kaumrötender Dickfuß \| Cortinarius pseudocyanites \| Rob. Henry \| \| \| \| Cortinarius rugosus \| Rob. Henry \| \| \| Rettich-Dickfuß \| Cortinarius simulatus \| P.D. Orton \| C. cinereoviolaceus Lge. \| \| Abendrot-Gürtelfuß \| Cortinarius solis-occasus \| Melot \| C. bivelus ss. Schlapfer \| \| Rotschuppiger Dickfuß \| Cortinarius spilomeus \| (Fr.: Fr.) Fr. \| \| \| \| Cortinarius subcompactus \| Rob. Henry \| \| \| Schweins-Dickfuß \| Cortinarius suillus \| Fr. ss. Lange, non ss. Joachim, Favre \| \| \| Filzigschuppiger Seidenkopf \| Cortinarius tomentosus \| Rob. Henry \| \| \| Safranfleischiger Dickfuß, Lila-Dickfuß \| Cortinarius traganus \| Fr. \| \| \| Wohlriechender Dickfuß \| Cortinarius traganus var.finitimus \| Weinm. \| \| \| Tonweißer Dickfuß \| Cortinarius turgidus \| Fr. \| \| \| Weiden-Dickfuß \| Cortinarius urbicus \| Fr. \| \| \| Violettgrauer Dickfuß \| Cortinarius violaceocinereus \| (Pers.: Fr.) Fr. \| \| \| Flockiger Dickfuß \| Cortinarius viscidulus \| M.M. Moser. ined. \| C. tabularis (Bull.:Fr.) Fr. ss. Moser. \| |                                    |                                       |                                                                                   |
| Deutscher Name | Wissenschaftlicher Name            | Autor                                 | Synonyme                                                                          |
| Weißvioletter Dickfuß | Cortinarius alboviolaceus          | (Pers.: Fr.) Fr.                      |                                                                                   |
| Spitzbasiger Dickfuß | Cortinarius argutus                | Fr., ss.Ricken                        |                                                                                   |
| Brauner Alpen-Seidenkopf | Cortinarius alpicolus              | (Bon) Bon                             | C. epsomiensis var. alpicola Bon, C. epsomiensis P.D. Orton                       |
| Graubräunlicher Seidenkopf, Braunvioletter Dickfuss, Kalkholder Alpen-Seidenkopf (f. calcialpinus) | Cortinarius anomalus               | (Fr.: Fr.) Fr.                        | C. anomalus var. lepidopus                                                        |
| Wildschwein-Gürtelfuß | Cortinarius aprinus                | Melot                                 | C. sordescens R.Henry. ss.auct.                                                   |
| Silberner Dickfuß | Cortinarius argentatus             | (Pers.: Fr.) Fr.                      |                                                                                   |
| Weißer Dickfuß | Cortinarius argenteopileatus       | Nezdojm.                              | C. kauffmanianus Rob. Henry, C. subargentatus P.D. Orton                          |
| Blauberandeter Seidenkopf | Cortinarius azureovelatus          | P.D. Orton                            | C. azureovelatus var. subcaligatus                                                |
| Violettblauer Seidenkopf | Cortinarius azureus                | Fr.                                   | C. anomalus var. azureus (Fr.) G.J.Krieglst.                                      |
| Bocks-Dickfuß | Cortinarius camphoratus            | Fr. non ss. Ricken                    | C. amethystinua (Schaeffer) Quel., C. hircinus Fr., Inoloma hircinum (Fr.) Ricken |
| Rostbrauner Dickfuß | Cortinarius caninus                | (Fr.) Fr.                             | C. anomalus ssp. caninus (Fr.) Konr.& Maubl.                                      |
| Rötender Dickfuß | Cortinarius cyanites               | Fr.                                   |                                                                                   |
| Entfärbender Dickfuß | Cortinarius decoloratus            | (Fr.: Fr.) Fr.                        |                                                                                   |
| | Cortinarius depauperatus           | (J.E. Lange) Soop                     | C. spilomeus var. depauperatus Lge.                                               |
| Ledergelber Dickfuß | Cortinarius diabolicus             | Fr.                                   |                                                                                   |
| Großer Rettich-Dickfuß, Doppelgeruch-Dickfuß | Cortinarius diosmus                | Kühner                                |                                                                                   |
| Erhabener Gürtelfuß, Düsterer Gürtelfuß | Cortinarius ectypus                | Favre                                 |                                                                                   |
| Rostfüßiger Dickfuß | Cortinarius ferrugineipes          | Ricek 1987                            |                                                                                   |
| Erdbrauner Schleimfuß | Cortinarius lepidopus              | Cooke                                 | C. anomalus var. cervisipes; C. anomalus var. lepidopus                           |
| Hygrophanähnlicher Dickfuß | Cortinarius malachioides           | P.D.Orton                             |                                                                                   |
| Hygrophaner Dickfuß | Cortinarius malachius              | (Fr.: Fr.) Fr. non Orton              |                                                                                   |
| Mennigroter Wasserkopf | Cortinarius miltinus               | Fr.                                   |                                                                                   |
| Heidelbeer-Schleimfuß | Cortinarius myrtillinus            | Fr.                                   |                                                                                   |
| Ockerblättriger Seidenkopf | Cortinarius ochrophyllus           | Fr.                                   |                                                                                   |
| Unförmiger Dickfuß | Cortinarius opimus                 | Fr. ss. Ricken                        |                                                                                   |
| Violettstieliger Zimt-Gürtelfuß | Cortinarius pearsonii              | P.D. Orton                            | C. malachius ss. Pearson non auct., Nach IF =C. cremeolaniger P.D. Orton          |
| Braunschuppiger Dickfuß | Cortinarius pholideus              | (Fr.: Fr.) Fr.                        | C. lepidomyces                                                                    |
| Graublauer Dickfuß, Kaumrötender Dickfuß | Cortinarius pseudocyanites         | Rob. Henry                            |                                                                                   |
| | Cortinarius rugosus                | Rob. Henry                            |                                                                                   |
| Rettich-Dickfuß | Cortinarius simulatus              | P.D. Orton                            | C. cinereoviolaceus Lge.                                                          |
| Abendrot-Gürtelfuß | Cortinarius solis-occasus          | Melot                                 | C. bivelus ss. Schlapfer                                                          |
| Rotschuppiger Dickfuß | Cortinarius spilomeus              | (Fr.: Fr.) Fr.                        |                                                                                   |
| | Cortinarius subcompactus           | Rob. Henry                            |                                                                                   |
| Schweins-Dickfuß | Cortinarius suillus                | Fr. ss. Lange, non ss. Joachim, Favre |                                                                                   |
| Filzigschuppiger Seidenkopf | Cortinarius tomentosus             | Rob. Henry                            |                                                                                   |
| Safranfleischiger Dickfuß, Lila-Dickfuß | Cortinarius traganus               | Fr.                                   |                                                                                   |
| Wohlriechender Dickfuß | Cortinarius traganus var.finitimus | Weinm.                                |                                                                                   |
| Tonweißer Dickfuß | Cortinarius turgidus               | Fr.                                   |                                                                                   |
| Weiden-Dickfuß | Cortinarius urbicus                | Fr.                                   |                                                                                   |
| Violettgrauer Dickfuß | Cortinarius violaceocinereus       | (Pers.: Fr.) Fr.                      |                                                                                   |
| Flockiger Dickfuß | Cortinarius viscidulus             | M.M. Moser. ined.                     | C. tabularis (Bull.:Fr.) Fr. ss. Moser.                                           |